# جورج كاترو
جورج كاترو (بالفرنسية Georges Catroux): عسكري وسياسي فرنسي.
ولد كاترو بتاريخ 29 كانون الثاني 1877م في مدينة ليموج، وتوفي بتاريخ 21 كانون الأول 1969 في باريس.

## روابط خارجية
- جورج كاترو على موقع الموسوعة البريطانية (الإنجليزية)
- جورج كاترو على موقع مونزينجر (الألمانية)